# ジャック・マクグラス (ラグビー選手)
ジャック・マクグラス（Jack McGrath、1989年10月11日 - ）は、アイルランドの元ラグビーユニオン選手。

## プロフィール
- アイルランド・ダブリン出身[1]。
- 現役時代のポジションはプロップ(PR)。
- 身長 185cm、体重 118kg
- U20アイルランド代表に選ばれたことがある[2]。
- アイルランド代表通算キャップ数は56でラグビーワールドカップ2015のアイルランド代表に選ばれた[3]。
- ブリティッシュ・アンド・アイリッシュ・ライオンズに選ばれたことがある[4]。

## 略歴
レンスター、2019年、アルスターに加入。 
2023年、現役を引退した。